# ファニー・ホルタ
ファニー・ホルタ（Fanny Horta、1986年1月22日 - ）は、フランスの女子元ラグビー選手。

## プロフィール
- フランス・ペルピニャン出身[1]。
- ポジションはウィング(WTB)、センター(CTB)。
- 身長 166cm、体重 53kg
- 女子ラグビーワールドカップ2010の女子フランス代表に選ばれたことがある[2]。

## 略歴
2016年、リオ五輪の7人制女子フランス代表に選ばれた。
そして2021年、東京五輪の7人制女子フランス代表に選ばれて銀メダル獲得。同年9月、現役を引退した